# Mazjunat al-Humr
Mazjunat al-Humr – wieś w Syrii, w muhafazie Aleppo. W 2004 roku liczyła 201 mieszkańców.